# Michał Bernard Wojtczak
Michał Bernard Wojtczak (ur. 18 sierpnia 1956 w Poznaniu) – polski przedsiębiorca, poseł na Sejm X kadencji.

## Życiorys
Ukończył w 1980 studia na Wydziale Maszyn Roboczych i Pojazdów Politechnice Poznańskiej, po czym pracował w Ośrodku Badawczo-Rozwojowym Silników Okrętowych w Poznaniu.
W połowie lat 80. rozpoczął prowadzenie własnego przedsiębiorstwa przemysłowego. W 1989 z ramienia Komitetu Obywatelskiego uzyskał mandat posła na Sejm kontraktowy. Jako jedyny przedstawiciel Obywatelskiego Klubu Parlamentarnego nie należał nigdy do „Solidarności”. W rządzie Tadeusza Mazowieckiego był wiceministrem rolnictwa (od 28 listopada 1989 do 6 sierpnia 1990) i następnie przemysłu (od 6 sierpnia 1990 do 7 stycznia 1991) w randze podsekretarza stanu, odpowiadał za likwidację państwowych gospodarstw rolnych.
W trakcie kadencji przeszedł do Klubu Parlamentarnego Unii Demokratycznej, współtworzył Forum Prawicy Demokratycznej. W czasie jednoczenia FPD z UD powołał własne ugrupowanie pod nazwą Koalicja Republikańska. W 1991 nie ubiegał się o reelekcję, w 1992 zgłosił swój akces do Partii Konserwatywnej, wycofując się wkrótce z bieżącej polityki.
Na początku lat 90. znalazł się wśród twórców Unii Wielkopolan, organizacji opowiadającej się za wzmocnieniem regionów. Pełnił funkcję prezydenta jej zarządu naczelnego. Zajął się następnie prowadzeniem własnej działalności gospodarczej w ramach spółek prawa handlowego z branży konsultingowej.
W 2011 odznaczony Krzyżem Kawalerskim Orderu Odrodzenia Polski.